# Cratere Grindavik
Grindavik  è un cratere sulla superficie di Marte.